# Breitenlohe (Burghaslach)
Breitenlohe (fränkisch: Bradnloh)  ist ein Gemeindeteil des Marktes Burghaslach im Landkreis Neustadt an der Aisch-Bad Windsheim (Mittelfranken, Bayern). Die Gemarkung Breitenlohe hat eine Fläche von 1,979 km². Sie ist in 296 Flurstücke aufgeteilt, die eine durchschnittliche Fläche von 6685,63 m² haben. Der Ort ist traditionell landwirtschaftlich geprägt.

## Geographie
Das Pfarrdorf liegt am Gründleinsbach, einem linken Zufluss der Kleinen Weisach. Im Osten erhebt sich der Düllberg (393 m ü. NHN). Die Staatsstraße 2256 führt nach Burghaslach (2,4 km nördlich) bzw. nach Hombeer (2,3 km südwestlich). Die Kreisstraße NEA 2/ERH 21 führt nach Gleißenberg (2,7 nordöstlich) bzw. nach Kleinweisach (1,7 km südöstlich). Eine Gemeindeverbindungsstraße führt nach Dietersdorf (1,3 südöstlich).

## Geschichte
Der Ort wurde 1446 als „Preytenloh“ erstmals urkundlich erwähnt. Der Ortsname bedeutet ‚zum ausgedehnten lichten Gehölz‘. Schon 1340 wurde eine Wasserburg zum ersten Mal urkundlich erwähnt. Sie war im Besitz von Albrecht von Hohenlohe. Noch im 14. Jahrhundert folgten die Edlen von Vestenberg, welche die Wasserburg zu einem Schloss umbauten, das in den Bauernkriegen um 1525 zerstört wurde. Kunz Christoph von Vestenberg ließ ab etwa 1569 unter Einbeziehung der Überreste das heutige Schloss erbauen. 1592 verkaufte der verschuldete Sigismund von Vestenberg das Schloss samt Gut an Lorenz von Münster zu Lisberg. Unter dieser Familie wurde das Schloss teilweise barockisiert. Zugleich verkauften sie ihre Ansprüche im Ort an die Castell’sche Herrschaft Burghaslach. 1783 wurden Schloss und Flur an die Grafen von Castell verkauft.
Im Rahmen der bayerischen Gemeindeedikte (frühes 19. Jahrhundert) wurde der Steuerdistrikt Breitenlohe gebildet. Zu diesem gehörten Fallhütte (Breitenlohe), Fallhütte (Gleißenberg), Frickenhöchstadt, Gleißenberg und Ziegelhütte. Wenig später entstand die Ruralgemeinde Breitenlohe. Sie unterstand in Verwaltung und Gerichtsbarkeit dem Herrschaftsgericht Burghaslach und in der Finanzverwaltung zunächst dem Rentamt Scheinfeld, nach dessen Auflösung im Jahr 1818 dem Rentamt Iphofen. 1852 kam Breitenlohe an das Landgericht Scheinfeld. Für die Verwaltung war ab 1862 das Bezirksamt Scheinfeld zuständig (1939 in Landkreis Scheinfeld umbenannt) und für die Finanzverwaltung ab 1879 das Rentamt Markt Bibart (1919–1929: Finanzamt Markt Bibart, 1929–1972: Finanzamt Neustadt an der Aisch, seit 1972: Finanzamt Uffenheim). Die Gerichtsbarkeit blieb beim Landgericht Scheinfeld, mit dessen Auflösung kam sie 1879 an das Amtsgericht Scheinfeld. Die Gemeinde Breitenlohe hatte 1964 eine Gebietsfläche von 1,998 km². Am 1. Januar 1972 wurde Breitenlohe im Zuge der Gebietsreform in Bayern nach Burghaslach eingemeindet.

### Bau- und Bodendenkmäler

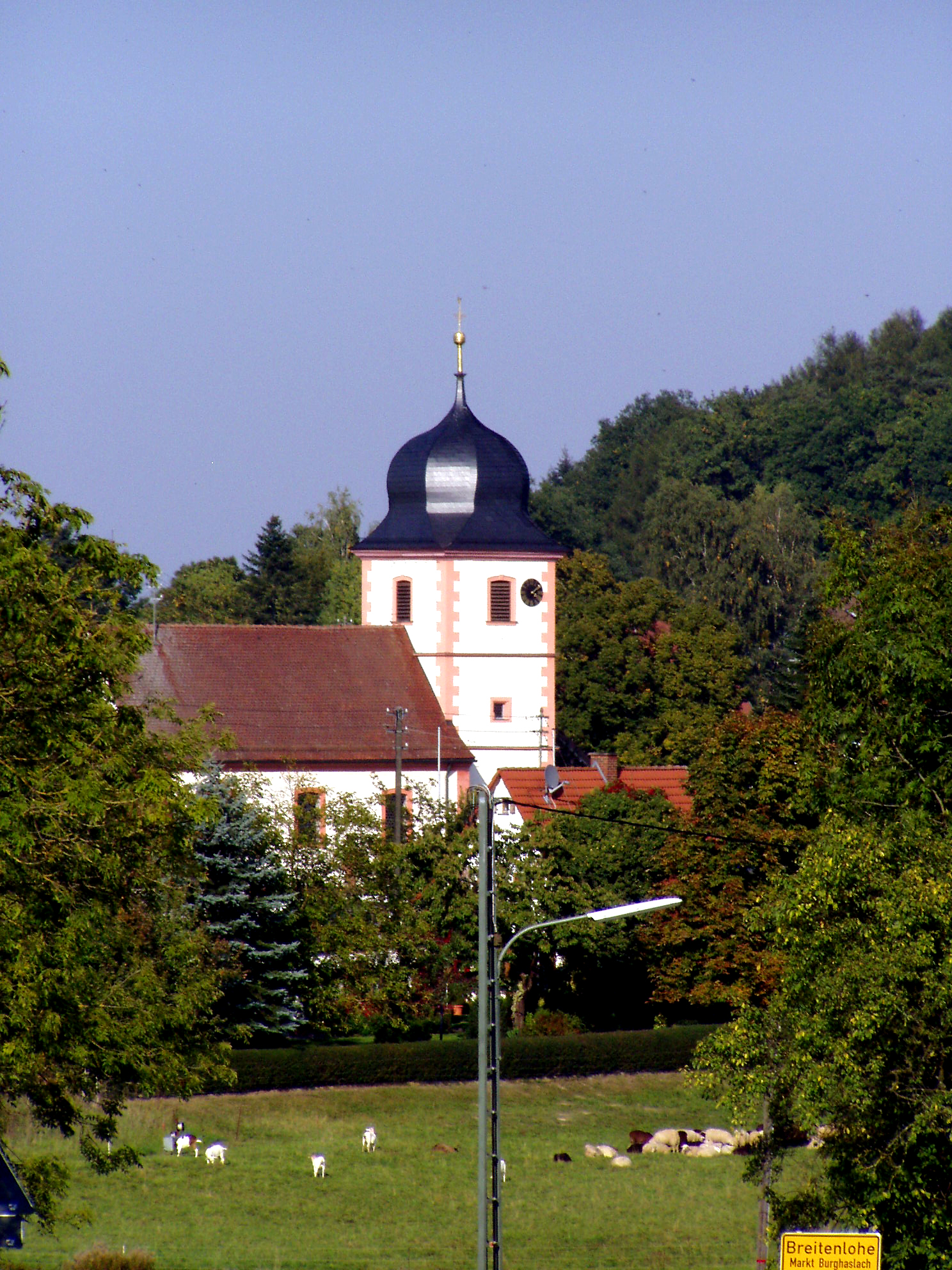
Die Kirche von Breitenlohe

In Breitenlohe gibt es drei Baudenkmäler:
- Das Wasserschloss Breitenlohe stammt im Kern aus dem 15. Jahrhundert und wurde im 16. Jahrhundert ausgebaut. Es besitzt einen quadratischen Grundriss, einen rechteckigen Innenhof um den sich vier dreigeschossige Flügel nit vier runde Ecktürme gruppieren. Im südwestlichen Turm befand sich ein Gefängnis. Östlich, dem Schloss vorgelagert, stehen mit einem Stallgebäude und einer Scheune aus dem 18. Jahrhundert dem Schloss zugeordnete Wirtschaftsgebäude. 1942 kaufte es der Wasserwerksunternehmer Georg Jaeckel, von dem es die heutigen Besitzer, Familie Friedrich, geerbt haben; sie haben es in mehreren Bauabschnitten restauriert.
- Die katholische Kuratiekirche Exaltatio S. Crucis ist eine Chorturmkirche, stammt in Teilen aus dem 15. Jahrhundert. Das zugehörige Langhaus mit seiner Ausstattung datiert ins Jahr 1595.
- Unterhalb des evangelischen Friedhofs befindet sich ein Bildstock von 1715.
- Bei Breitenlohe liegt eine mittelalterliche Wüstung als archäologische Stätte.
- Sehenswert ist auch die Dorflinde östlich des Pfarrhauses.

### Einwohnerentwicklung
| Jahr      | 1818  | 1840   | 1852   | 1855   | 1861   | 1867   | 1871   | 1875   | 1880   | 1885   | 1890   | 1895   | 1900   | 1905   | 1910   | 1919   | 1925   | 1933   | 1939   | 1946   | 1950   | 1952   | 1961   | 1970   | 1987   | 2014  |
| Einwohner | 170   | 160    | 167    | 156    | 147    | 151    | 153    | 165    | 159    | 181    | 148    | 157    | 137    | 135    | 136    | 135    | 125    | 145    | 147    | 213    | 269    | 247    | 201    | 208    | 191    | 191   |
| Häuser    | 30    | 21     |        |        |        |        | 24     |        |        | 26     | 25     |        | 25     |        |        |        | 25     |        |        |        | 38     |        | 47     |        | 57     |       |
| Quelle    | [ 9 ] | [ 16 ] | [ 17 ] | [ 17 ] | [ 18 ] | [ 19 ] | [ 20 ] | [ 21 ] | [ 22 ] | [ 23 ] | [ 24 ] | [ 17 ] | [ 25 ] | [ 17 ] | [ 26 ] | [ 17 ] | [ 27 ] | [ 17 ] | [ 17 ] | [ 17 ] | [ 28 ] | [ 17 ] | [ 11 ] | [ 29 ] | [ 30 ] | [ 2 ] |

## Religion
Breitenlohe ist römisch-katholisch geprägt und Sitz der Pfarrei Zur Kreuzerhöhung.

## Soziales Leben
Breitenlohe hat eine eigene Freiwillige Feuerwehr.